# Bibio painteri
Bibio painteri är en tvåvingeart som beskrevs av James 1936. Bibio painteri ingår i släktet Bibio och familjen hårmyggor. Inga underarter finns listade i Catalogue of Life.